# Jeffrey Smart
Pour les articles homonymes, voir Smart (homonymie).
Frank Jeffrey Edson Smart, né le 26 juillet 1921 à Adélaïde,, et mort le 21 juin 2013 à Arezzo, est un peintre australien.

## Biographie
Jeffrey Smart étudie à la South Australian School of Art de 1937 à 1941, puis à l'Académie de Montmartre sous Fernand Léger en 1949. De retour en Australie, il est critique d'art pour le quotidien The Daily Telegraph, puis crée une émission d'art à la radio, puis à la télévision, pour la Australian Broadcasting Corporation (ABC). Ses toiles, le plus souvent des scènes urbaines, à la fois réalistes et surréalistes et « empreintes de mélancolie », sont exposées en Australie et à l'Étranger à partir des années 1950. Elles apparaissent notamment à la Whitechapel Gallery à Londres, à la Tate Britain, à la Galerie d'art de Nouvelle-Galles du Sud ou encore à la Queensland Art Gallery. 
En 1964, il quitte l'Australie et s'installe de manière permanente à Arezzo, en Italie, avec son compagnon. Alors que la plupart des artistes australiens en vogue préfèrent l'art abstrait, il souhaite poursuivre son propre style « semi-surréaliste ». En 1996, son autobiographie Not Quite Straight: A Memoir exprime son regard « ambivalent » sur son pays d'origine. En 2001, il est nommé officier de l'ordre d'Australie, « pour services rendus aux arts visuels, notamment à travers ses représentations distinctes de panoramas urbains, et l'encouragement qu'il a offert à de jeunes artistes ». À la suite de son décès en 2013, le premier ministre australien Julia Gillard salue ses représentations « de la vie contemporaine austères et sans sentimentalisme », et sa « carrière longue et remarquable qui l'a placé au devant de la scène » culturelle australienne.